# Csaba Balogh
Csaba Balogh (Budapest, 10 marzo 1987) è uno scacchista ungherese, grande maestro.
Ha ottenuto due medaglie olimpiche, entrambe d'argento.

## Carriera
Balogh impara a giocare a scacchi a sei anni grazie a suo padre. Ad otto anni comincia ad allenarsi con il maestro internazionale István Böröcz, grazie al quale giocherà il suo primo torneo l'anno successivo. 
Nel 2006 chiude al secondo posto, a pari merito con Zoltán Gyimesi, il campionato ungherese.
Nel 2011 si classifica secondo a pari merito con Parimarjan Negi, Murtas Kazhgaleyev e Jon Ludvig Hammer al 13° Dubai Open Chess Championship di Dubai.
Nel 2013 vince il torneo Casino de Barcelona di Barcellona, mentre nel 2014 partecipa con la rappresentativa nazionale ungherese alle Olimpiadi degli scacchi del 2014 di Tromsø, dove vinse l'argento di squadra e individuale. Nello stesso anno vince per la seconda volta consecutiva al Casino de Barcelona.
Nel 2015 partecipa alla Coppa del Mondo, dove viene eliminato da Wesley So al secondo turno.